# Adam Waleskowski
Adam Waleskowski (Cape Girardeau, 19 novembre 1982) è un ex cestista statunitense naturalizzato tedesco.

## Palmarès
- ProB (2008)